# Fadime Örgü
Fadime Örgü, née à Karaman le 15 mars 1968, est une femme politique néerlandaise d'origine turque (membre du VVD). 
Journaliste à la télévision de 1994 à 1998, elle a été députée à la seconde Chambre de 1998 à 2002, et de 2003 à 2006. Elle n'était plus candidate aux législatives de novembre 2006.